# Forn d'en Fiol

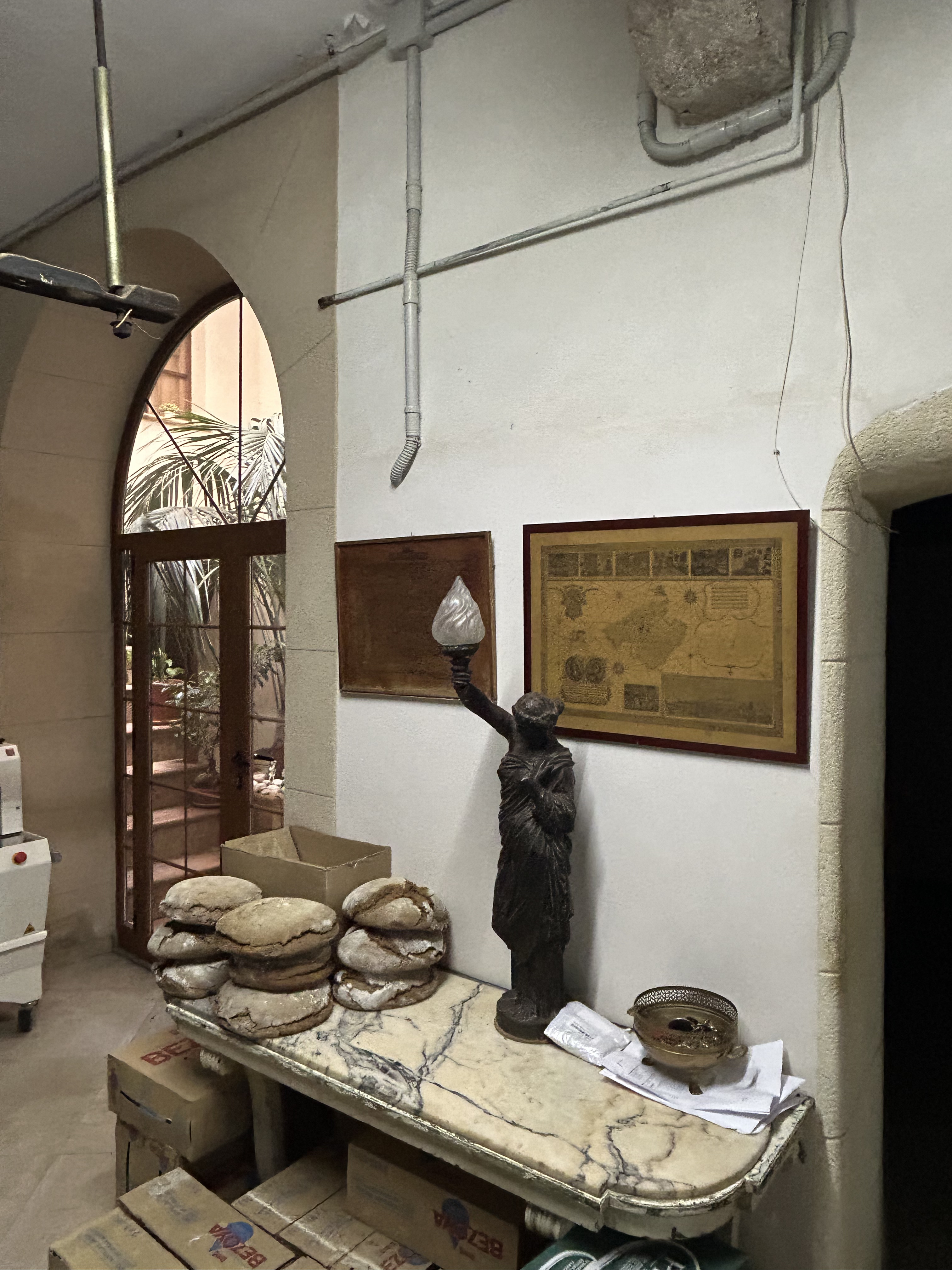
Interior Forn d'en Fiol

Forn d'en Fiol o Panaderia Fiol està ubicat en un edifici de gran valor històric, al carrer de la Carnisseria, antigament carrer de la Sabateria, número 12, de Palma, Mallorca. Data del 1652, però al cadastre de 1576 ja apareix documentat com a propietat de Pere_Joan Basset per un valor de 500 lliures. El forn i el seu obrador estan situats a la planta baixa d'un edifici d'habitatges de caràcter popular, en una illeta de la parròquia de Santa Eulàlia i encerclada per carrers de traça medieval. En aquesta illeta hi poden trobar casals nobles com Can Zavellà i Can Cal·lar del Llorer. És un dels forns més antics de Palma, malgrat haver tingut diversos noms i haver estat gestionada per diferents famílies al llarg del temps.
Antigament, al carrer de la Carnisseria, que agafà el nom de la Carnisseria Major o principal que ocupava el que és ara la plaça de Coll,  hi havia més d'una quinzena de comerços com l'original gelateria Can Joan de s'Aigo (era situat en el local d'enfront del forn, ara es troba al carrer de Sanç, núm. 10, perquè hi havia perill d'enfonsament), joieries, sabateries, entre d'altres. En aquest carrer hi havia un dels forn més antics de Palma anomenat Forn d’en Gari o Forn d’en Gori, antic nom del forn Fiol.

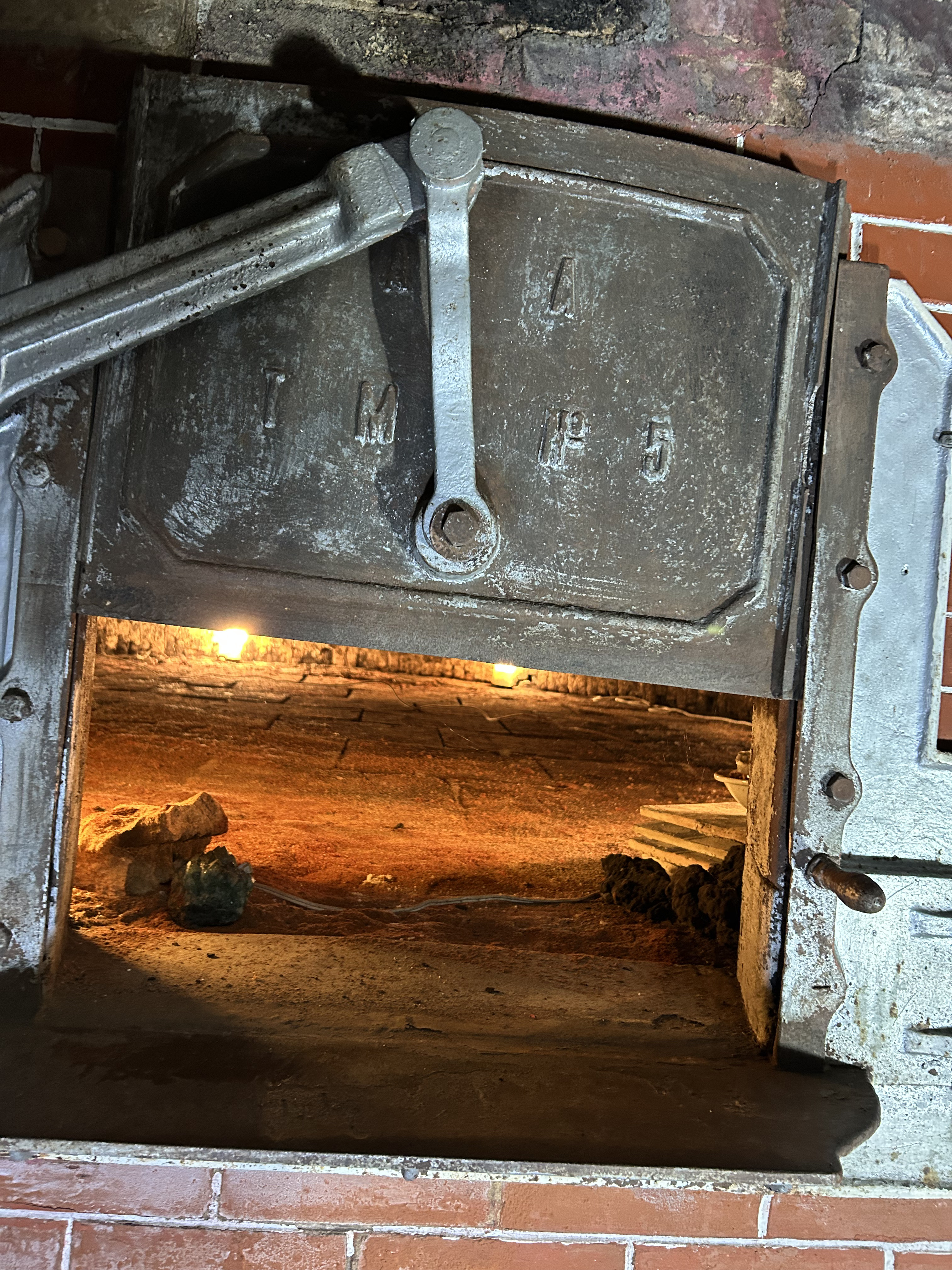
Forn antic de can Fiol

L'interior de l'obrador és una planta en forma de L amb dues crugies separades per un arc. El taulell ocupa la primera zona, més estreta, i el forn al fons de la segona, que és més ampla. Té les parets emblanquinades i, algunes parts, enrajolades. On hi ha el forn hi podem trobar una pilastra central i dos portals que condueixen a dependències secundàries. Per accedir al pati s'ha de creuar un arc rebaixat. El forn té una porta de ferro fos industrial i es troba sota un altre arc rebaixat.
Durant la Guerra Civil espanyola, va caure una bomba a la finca veïna. Bomba que travessà la teulada i arribà a la cuina, però que no esclatà.
El propietari, des del 1980, és el pare de Christian Aparicio. Actualment el forn és regentat pel seu fill, Chisrtian Aparicio, segona generació. Encara que el forn de llenya continua al local, el pare fou el darrer que hi va cuinar pa. Abans ho duien dues senyores, Gertúdia i Maria, de qui deien que feien el millor pa de la zona. De fet, es diu que la coa per comprar pa moreno arribava fins a l'església de Santa Eulària. Avui en dia, l'especialitat del forn és la coca de crema.
El 24 de juliol de 2024 (resolució núm. 7460, Ajuntament de Palma) el manté com a Comerç Emblemàtic (categoria 1A) en l'aprovació del Catàleg d'establiments emblemàtics de 2024.